# Эберхард Гандерсхаймский
Эберхард Гандерсхаймский, или Эберхард фон Гандерсхайм (нем. Eberhard von Gandersheim, лат. Eberhardus Gandershemensis; ум. между 1216 и 1218) — немецкий хронист, диакон и капеллан женского имперского аббатства Гандерсхайм в Нижней Саксонии, автор «Гандерсхаймской рифмованной хроники» (нем. Gandersheimer Reimchronik).

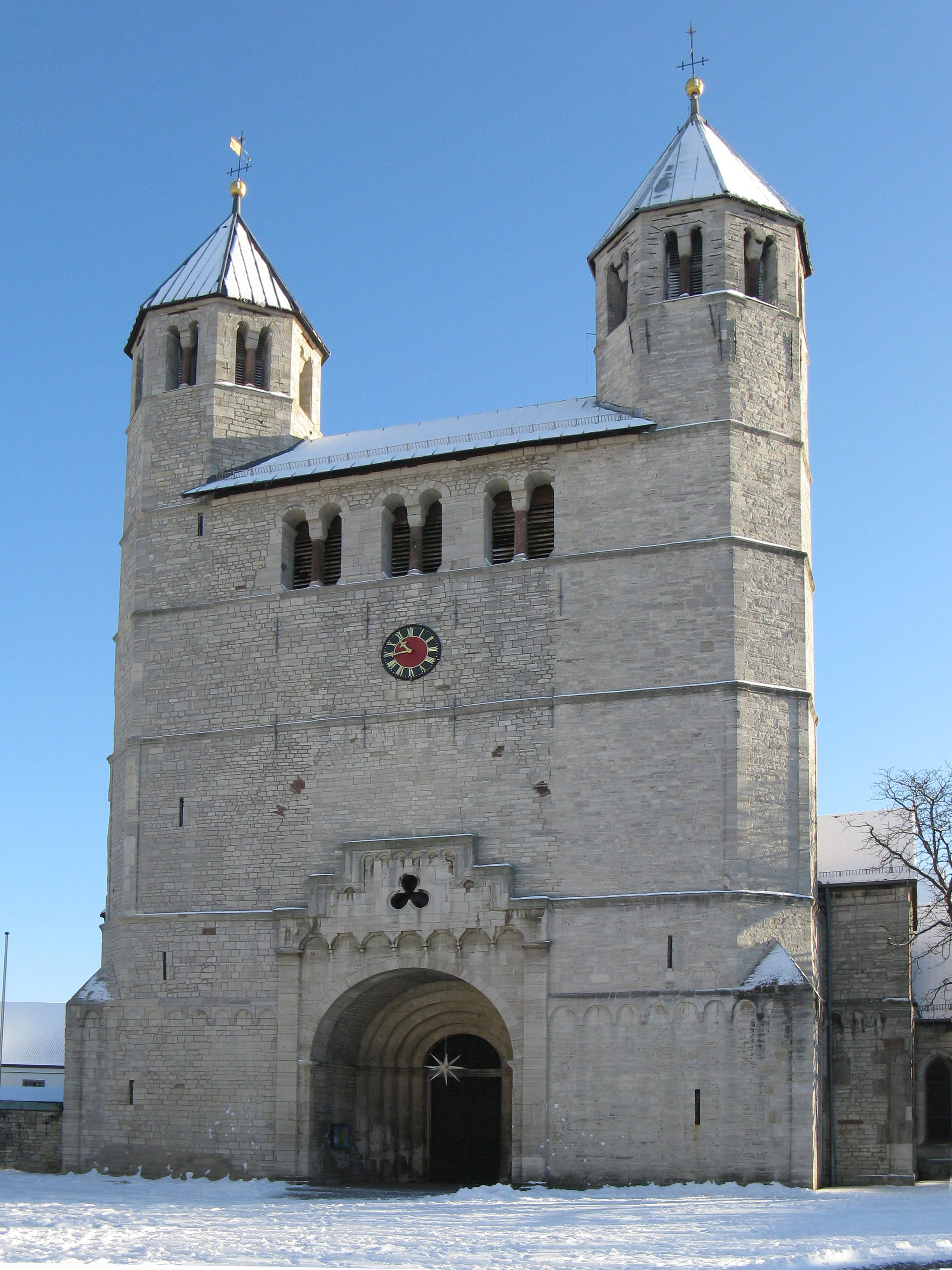
Соборная церковь аббатства Гандерсхайм (1168)

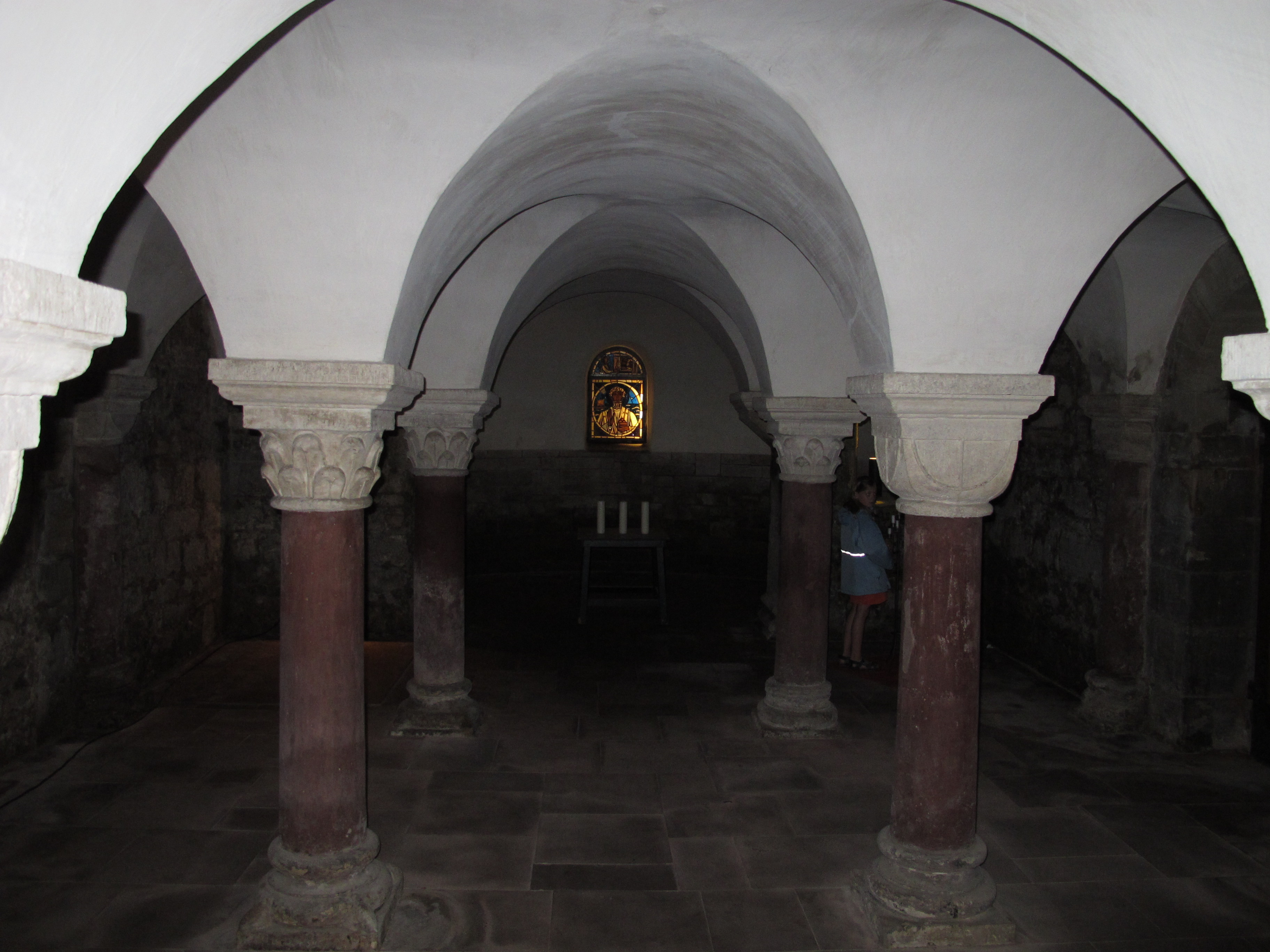
Крипта соборной церкви Гандерсхаймского аббатства

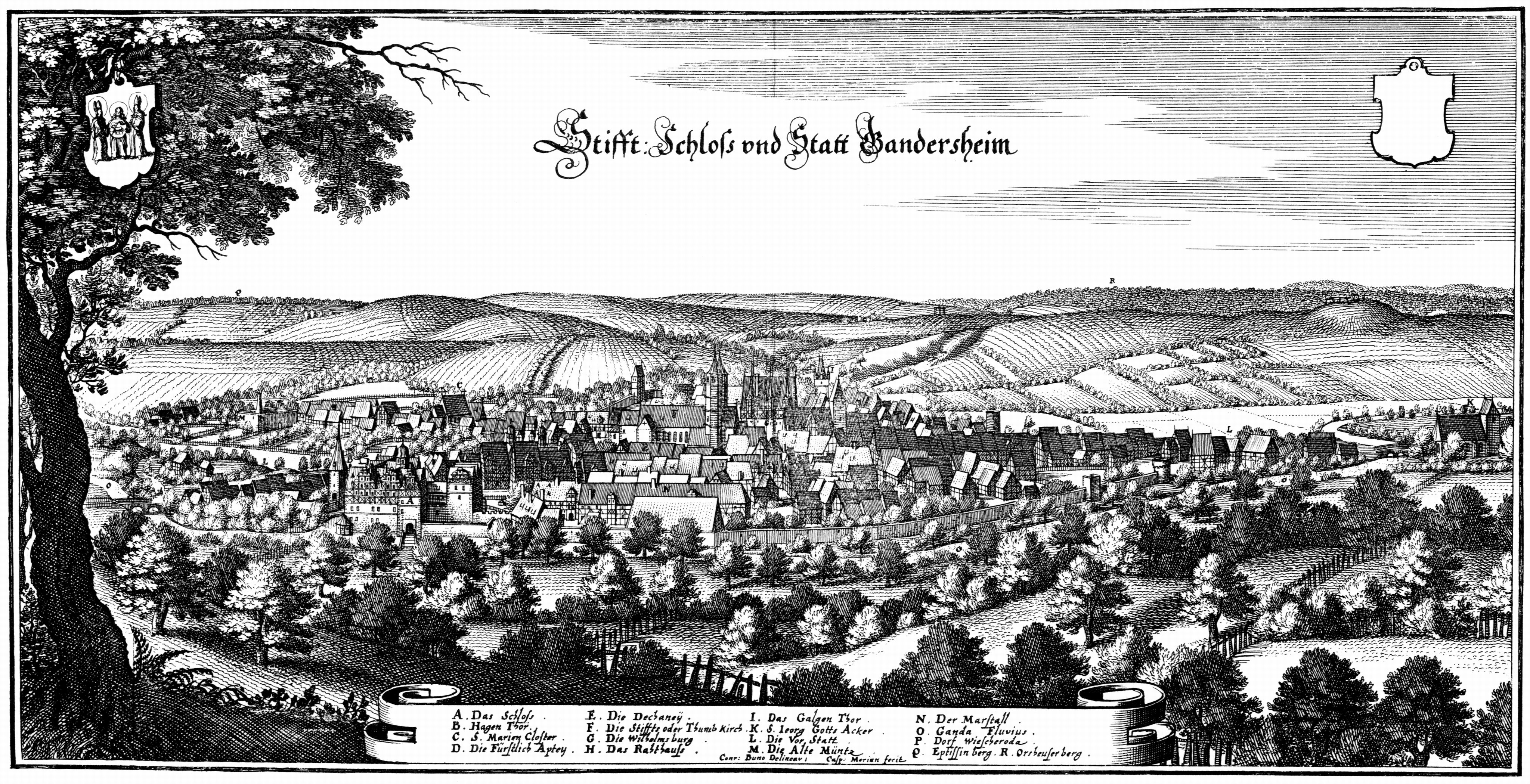
Вид на город Гандерсхайм и аббатство в 1654 году. Гравюра Маттеуса Мериана

## Биография
Обстоятельства происхождения точно неизвестны, по-видимому,  происходил из потомственных служителей имперского аббатства в Гандерсхайме (Нижняя Саксония), территориально относившегося к Хильдесхаймской епархии. Согласно двум дошедшим до нас документам, подписанным им в 1204 и 1207 годах, он занимал должности капеллана и нотариуса настоятельницы Гандерсхайма Мехтильды I фон Вольденберг, которые совмещал с обязанностями монастырского диакона. В своём сочинении называет себя «попом» (нем. pfaffe).
Поддерживая аббатису Мехтильду в борьбе с епископом Хильдесхайма Харбертом (1199–1216), оспаривавшим при поддержке герцога Саксонии Берхарда III (ум. 1212) независимость её обители, он принимал активное участие в разработке монастырского устава и немало способствовал тому, что в 1208 году римский папа Иннокентий III подтвердил статус имперского аббатства Гандерсхайма как подчинявшегося только Святому Престолу.   
Умер не ранее 1218 года в Гандерсхаймском монастыре, в крипте соборной церкви которого был похоронен.

## Сочинения
Основной труд Эберхарда, «Гандерсхаймскую рифмованную хронику» (нем. Gandersheimer Reimchronik), составленную между 1216 и 1218 годами, вероятно, по инициативе аббатисы Мехтильды, однозначно следует рассматривать в контексте усилий последней по достижению самостоятельности Гандерсхайма от местного епископства. Написанная на местном диалекте нижненемецкого языка в 41 главе и примерно 2000 стихах, она охватывает историю аббатства Гандерсхайм с основания его в 852 году до 1218 года, последовательно обосновывая его полунезависимый имперский статус. 
Не отличающаяся литературными достоинствами, изложенная неправильными парными рифмами, хроника обстоятельно освещает историю основания в 852 году бенедиктинского женского монастыря в Брунсхаузене графом Саксонии Людольфом (805–866), совершившим перед этим паломничество в Рим для обретения мощей пап Анастасия I (399–401) и Иннокентия I (401–417) и заручившимся там благословлением понтифика Сергия II (844–847).
Далее описываются обстоятельства перевода обители в 856 году в Гандерсхайм, деятельность первых её настоятельниц, дочерей графа Людольфа Хатумоды, Герберги и Кристины, а также их преемниц. История монастыря подаётся Эберхардом в контексте истории сначала Саксонского герцогства, а затем всей Священной Римской империи и римских понтификов. 
Особое внимание хронист уделяет бурным событиям начала XIII века — периоду борьбы Гандерсхаймского аббатства во главе с Мехтильдой I за независимость от епископа Хильдесхайма, в конечном итоге, подтверждённой не только папским престолом, но и молодым германским королём Фридрихом II Гогенштауфеном, сменившим в 1212 году Оттона IV Брауншвейгского.
Основными источниками Эберхарду, помимо документов монастырского архива, послужили «Деяния саксов» Видукинда Корвейского (около 970 г.), несохранившееся прозаическое сочинение XII века «Основание Гандерсхаймской церкви» (лат. Fundatio ecclesiae Gandersheimensis), сочинение анонимного «Саксонского анналиста» (около 1140 г.), «Императорская хроника» (около 1150 г.) и «Пёльдские анналы» (кон. XII в.). 
Историческая ценность рифмованной хроники Эберхарда не слишком высока, так как основной её латинский источник, «Fundatio» — также был далёк от всякой объективности, предпочитая фактам монастырские легенды и описание чудес. Плодами самостоятельного труда Эберхарда, по сути, являются лишь пролог к хронике и завершающий её стихотворный панегирик аббатисе Мехтильде, в котором хронист не забывает прославить и династию основателей — Людольфингов. Определённую ценность представляет каталог Гандерсхаймского аббатства, выдержки из которого Эберхард неаккуратно включает в свой рифмованный текст. 
Подобно рифмованным хроникам духовно-рыцарских орденов второй пол. XIII–XIV вв., предназначавшимся для публичного чтения в замках, переложенная безыскусными стихами летопись Эберхарда, возможно, также могла использоваться для обучения монастырских министериалов.
Главное значение труда Эберхарда в том, что он первым из германских хронистов использовал народный нижненемецкий язык для составления исторического труда, изучение которого представляло бы собой широкое поле для лингвистических исследований. Однако автограф хроники Эберхарда не сохранился, а единственная её рукопись на пергаменте (Cod. Guelf. 503 Helmst) из Библиотеки герцога Августа в Вольфенбюттеле, относится уже к XV веку. Не вызывает сомнений, что анонимный её переписчик существенно модернизировал язык оригинала.

## Издания
Впервые «Гандерсхаймская хроника» была частично издана в 1709 году в Вольфенбюттеле церковным историком и теологом Иоганном Георгом Лейкфельдом в составе его докторской диссертации «Древности Гандерсхайма» (нем. Antiqvitates Gandersheimenses). В 1711 году известный философ, историк и математик Готфрид Вильгельм Лейбниц включил её в третий том своего собрания латинских источников по истории Верхней и Нижней Саксонии «Историки Брауншвейга» (лат. Scriptores rerum Brunsvicensium), вышедший в Ганновере. В 1734 году хроника выпущена была там же историком Иоганном Кристофом Харенбергом в приложении к труду «История Гандерсхаймской церкви» (лат. Historia ecclesiae Ganderhemensis).
Научную публикацию хроники подготовил в 1877 году для 2-го тома подсерии «Deutsche Chroniken und andere Geschichtsbücher des Mittelalters» академической серии «Monumenta Germaniae Historica» историк Людвиг Вейланд. Комментированный немецкий перевод её выпущен был в 1927 году в Галле филологом-германистом профессором Гёттингенского университета Людвигом Вольфом, и только до 1969 года выдержал 5 переизданий.

## Публикации
- Eberhards Reimchronik von Gandersheim. Herausgegeben von Ludwig Weiland // Monumenta Germaniae Historica. — Tomus II. — Hannover: Hahnsche Buchhandlung, 1877. — S. 385–429. — (Deutsche Chroniken und andere Geschichtsbücher des Mittelalters).
- Die Gandersheimer Reimchronik des Priesters Eberhard. Herausgegeben von Ludwig Wolff. — Halle: M. Niemeyer, 1927. — xlii, 79 s. — (Altdeutsche textbibliothek, 25).
- Die Gandersheimer Reimchronik des Priesters Eberhard. Herausgegeben von Ludwig Wolff. — Tübingen: Max Niemeyer, 1969. — xlii, 79 s. (репринтное изд.).